# Trancemaster
Trancemaster är ett serie musikalbum inom genren trance som kommit ut i 70 utgåvor sedan tidigt 1990-tal och som ges ut av skivbolaget Vision Soundcarriers.
På det första albumet Ambient Dance II Trance Chill Out var det nästan bara acid trance & goatrance på men det fanns också influenser av progressive trance & Psytrance. På senare tid från deras tolfte album började de också ha med stilar som vocal trance, uplifting trance, hardtrance. Populära artister blad trancemaster är Rank 1, Ferry Corsten, DJ Tiesto, Paul Miller, Aly & Fila, Vincent De Moor, (Armin Van Buuren DJ på A State Of Trance. A State Of Trance är ett rejv/Rave av Trance musik Som håls varje år. 